# Garoowe
Garoowe (arab. Gharuwa) – miasto w Somalii; Stolica Puntlandu – autonomicznego regionu Somalii. Czwarte co do wielkości miasto regionu (po Boosaaso, Gaalkacyo i Laas Caanood). 33 395 mieszkańców (2005).
Polska Akcja Humanitarna zdecydowała o utworzeniu stałej misji pomocowej, która ma w najbliższej przyszłości ułatwić dostęp mieszkańcom regionu do wody pitnej poprzez tworzenie nowych studni.